# الهرهورة
الهرهورة بلدة ساحلية مغربية صغيرة، بساكنة 9.245 نسمة (إحصاء 2004). تقع هرهورة على شاطئ البحر على طول المحيط الأطلسي، بالقرب من الرباط في المغرب وتنتمي لعمالة الصخيرات تمارة.
تحوي هرهورة المنازل والفيلات الفخمة، مطاعم وفندق فخم في منطقة تجارية، ويطغى عليها طابع المباني السكنية وغابة هرهورة المميزة، وتضم مجمعا بحريا.